# Nemanja Čović
Nemanja Čović (in serbo Немања Човић?; Novi Sad, 18 giugno 1991) è un calciatore serbo, attaccante del Suzhou Dongwu.

## Carriera

### Club
Ha giocato nella prima divisione dei campionati serbo, kazako, bielorusso e cinese.

## Palmarès

### Competizioni nazionali
- Prva Liga Srbija: 1

Proleter Novi Sad: 2017-2018
- Coppa di Serbia: 1

Vojvodina: 2019-2020
- League One: 1

Kunshan: 2022